# Вискрівка
Вискривка — річка в Україні, у Сєвєродонецькому й Бахмутському районах Луганської й Донецької областей. Права притока Горілого Пня (басейн Сіверського Дінця).

## Опис
Довжина річки приблизно 13,68 км, найкоротша відстань між витоком і гирлом — 11,98 км, коефіцієнт звивистості річки — 1,15. Річка формується притоками Пилипчатою, Жидовою, багатьма безіменними струмками та 16 загатами.

## Розташування
Бере початок на південно-західній стороні від села Новозванівки. Спочатку тече переважно на північний захід понад селами Вискрива, Пилипчатине, потім тече на південний захід і біля Покровського впадає у річку Горілий Пень, ліву притоку Мокрої Плотви.
Притоки: Жидова (ліва), Балка Пилипчата (права).

## Цікаві факти
- Біля річки пролягають автошлях Н32 і залізниця. Від витоку річки на відстані приблизно 1,93 км розташована станція Картамиші.